# Patti LuPone
Patti Ann LuPone (Northport, Nueva York, 21 de abril de 1949) es una legendaria actriz, comediante y cantante estadounidense. Reconocida por sus actuaciones protagónicas en los musicales de Broadway y el West End londinense, LuPone ha ganado tres premios Tony, dos premios Laurence Olivier y dos premios Grammy, y en 2006 fue incluida en el Salón de la Fama del Teatro Americano.
Hizo su debut en Broadway en el musical Las tres hermanas, en 1973, al que siguieron The Robber Bridegroom (1975), Evita (1979) de Tim Rice y Andrew Lloyd Webber, The Cradle Will Rock (1985), Los Miserables (1985), Anything Goes (1988), Sunset Boulevard (1993), Sweeney Todd: The Demon Barber of Fleet Street (2006), Gypsy (2008), Mujeres al borde de un ataque de nervios (2010), War Paint (2017), Company (2022) o The Roommate (junto a Mia Farrow, 2024), entre muchos otros.
En televisión, protagonizó la serie dramática Life Goes On (1989-1993) y recibió nominaciones al premio Emmy por la película para televisión La rueca musical (1995) y la comedia Frasier (1998). También apareció en las series American Horror Story (2013, 2014, 2022), Penny Dreadful (2014-2016), Crazy Ex-Girlfriend (2017), Pose (2019), Hollywood (2020) y Agatha All Along (2024). Sus papeles cinematográficos incluyen, entre otras, las películas 1941 (1979), Testigo (1985), Driving Miss Daisy (1989), Summer of Sam (1999), State and Main (2000) y Beau tiene miedo (2023).

## Biografía
Patti Ann LuPone nació el 21 de abril de 1949 en Northport (Nueva York), hija de padres de origen italiano. Su tía tatarabuela era la cantante de ópera italiana nacida en España del siglo XIX, Adelina Patti. Su hermano mayor, Robert LuPone (1946-2022) fue un actor, bailarín y director nominado al Premio Tony.
LuPone formó parte de la primera promoción de la División de Drama de la prestigiosa Escuela Juilliard, que también incluía a los actores Kevin Kline y David Ogden Stiers. Se graduó en esa escuela en 1972 con una licenciatura en Bellas Artes. 
LuPone tiene un rango vocal de mezzosoprano y es conocida por su voz fuerte y aguda en el circuito de "Broadway". En una entrevista de 2008, sostuvo que es "una actriz que canta" y agradecía "tener voz".

### Carrera
Debutó como cantante de rock en Iphigenia en 1971. Durante 1972-1976 integró The Acting Company formada por John Houseman. Allí, entre numerosas obras se desempeñó en The Robber Bridegroom por cuya interpretación fue nominada a su primer Premio Tony. En 1986 The Acting Company realizó una nueva versión de The Cradle Will Rock en la que LuPone hizo el papel de Moll, recibiendo por ello el Premio Olivier.
Debutó en Broadway en la obra Tres hermanas. Su primer papel protagónico en un musical fue en La mujer del panadero (en:The Baker's Wife). Fue la primera en interpretar a Eva Perón en la primera versión de Broadway del musical Evita en 1979, por la que ganó un Premio Tony en 1980. 
En 1987 LuPone interpretó el papel de Reno Sweeney en la remake de Anything Goes, recibiendo el Premio Drama Desk a la Mejor Actriz de Música. 
Tras un serio conflicto con Lloyd Weber, LuPone realizó en 1996 un concierto en Broadway con el título Patti LuPone en Broadway (Patti LuPone on Broadway) recibiendo el Premio a la Actuación Solista Destacada del Outer Critics Circle Award.
En 2001 protagonizó junto a Peter Gallagher en Broadway la remake de Noises Off. La obra tuvo un extraordinario éxito y fue realizada en 348 performances. Otras actuaciones en Broadway incluyen Trabajando (en:Working- 1978), Oliver! (1984), y Muerte accidental de un anarquista (1982).
LuPone ha trabajado con el escritor David Mamet desde 1977 en gran cantidad de sus obras teatrales: (The Woods, 1977; All Men Are Whores, 1977; The Blue Hour, 1978; The Water Engine, 1978; Edmund, 1982; y The Old Neighborhood, 1997) y cinematográficas (The Water Engine, State and Main, y Heist). 
También ha trabajado en las películas: Witness, Just Looking, en:The Victim, Summer of Sam, Driving Miss Daisy, en:King of Gypsies, 1941, Wise Guys, 24 Hour Woman, Family Prayers, Bad Faith, and City By The Sea).
Asimismo, ha interpretado papeles en la ópera, con las producciones del Kennedy Center de Regina, To Hell and Back, y Rise and Fall of the City of Mahagonny junto a Audra McDonald y dirigida por John Doyle con la Opera de Los Ángeles.
Fue la primera artista en interpretar el papel de Fantine en la producción londinense del musical Los Miserables, que la convirtió en la primera actriz estadounidense en ganar un Premio Oliver.
Ha realizado varios trabajos junto a Ryan Murphy. En 2011, LuPone tuvo una aparición en la serie Glee, en varias temporadas de la serie de televisión American Horror Story, en la segunda temporada de la serie Pose y en Hollywood, de 2020. 
Entre 2016 y 2020, dio voz al personaje Diamante Amarillo (Yellow Diamond) en Steven Universe, además de la película homónima y la serie epílogo "Steven Universe Future".

## Filmografía

### Películas
| Año  | Título                        | Rol                                     | Notas                                                 |
| ---- | ----------------------------- | --------------------------------------- | ----------------------------------------------------- |
| 1976 | The Time of your life         | Kitty Duval                             | Película para televisión                              |
| 1979 | 1941                          | Lydia Hedberg                           |                                                       |
| 1982 | Fighting Back                 | Lisa D'Angelo                           |                                                       |
| 1984 | Piaf                          | Narradora                               | Película para televisión                              |
| 1985 | Witness                       | Elaine                                  |                                                       |
| 1986 | Wise Guys                     | Wanda Valentini                         |                                                       |
| 1987 | Cowboy Joe                    | Linda Tidmunk                           | Película para televisión                              |
| 1987 | LBJ: The Early Years          | Claudia Alta 'Lady Bird' Taylor Johnson | Película para televisión                              |
| 1989 | Driving Miss Daisy            | Florine Werthan                         |                                                       |
| 1992 | The Water Engine              | Rita Lang                               | Película para televisión                              |
| 1993 | Family Prayers                | Tía Nan                                 |                                                       |
| 1999 | The 24 Hour Woman             | Joan Marshall                           |                                                       |
| 1999 | Summer of Sam                 | Helen                                   |                                                       |
| 2000 | State and Main                | Sherry Bailey                           |                                                       |
| 2001 | Heist                         | Betty Croft                             |                                                       |
| 2002 | Monday Night Mayhem           | Emmy Coswell                            | Película para televisión                              |
| 2002 | City by the Sea               | Maggie                                  |                                                       |
| 2011 | Company                       | Joanne                                  |                                                       |
| 2013 | Parker                        | Ascensión                               |                                                       |
| 2019 | Cliffs of Freedom             | Yia-Yia                                 |                                                       |
| 2019 | Last Christmas                | Joyce                                   |                                                       |
| 2019 | Steven Universe: La Pelicula  | Diamante Amarillo                       | Película basada en la serie homónima de Rebecca Sugar |
| 2022 | La Escuela del Bien y del Mal | Mrs. Deauville                          | Netflix                                               |
| 2023 | Beau tiene miedo              | Mona Wassermann                         | [ 5 ]                                                 |

### Televisión
| Año       | Título                               | Rol                       | Notas                                        |
| --------- | ------------------------------------ | ------------------------- | -------------------------------------------- |
| 1977      | The Andros Targets                   | Sharon Walker             | 2 episodios                                  |
| 1989–1993 | Life Goes On                         | Elizabeth 'Libby' Thacher | 83 episodios                                 |
| 1993      | Frasier                              | Pam                       | Episodio: "Dinner at Eight"                  |
| 1996      | Remember WENN                        | Grace Cavendish           | Episodio: "There But for the Grace"          |
| 1996–1997 | Law & Order                          | Ruth Miller               | 2 episodios                                  |
| 1998      | Frasier                              | Tía Zora Crane            | Episodio: "Beware of Greeks"                 |
| 1999      | Encore! Encore!                      | Enóloga                   | Episodio: "A Review to Remember"             |
| 2001      | Touched by an Angel                  | Alice Dupree              | Episodio: "Thief of Hearts"                  |
| 2003      | In-Laws                              | Rochelle Landis           | Episodio: "Mother's Nature"                  |
| 2003      | Oz                                   | Stella Coffa              | 7 episodios                                  |
| 2005      | Will & Grace                         | Ella misma                | Temporada 7 Episodio 15 "Bully Woolley"      |
| 2007      | Ugly Betty                           | Sra. Weiner               | Episodio: "Don't Ask, Don't Tell"            |
| 2009–2012 | 30 Rock                              | Sylvia Rossitano          | 3 episodios                                  |
| 2011      | Glee                                 | Ella misma                | Episodio: "New York"                         |
| 2012      | Army Wives                           | Sra. Galassini            | Episodio: "Battle Scars"                     |
| 2013–2014 | American Horror Story: Coven         | Joan Ramsey               | 4 episodios "Antagonista"                    |
| 2014      | Girls                                | Patti LuPone              | Episodios: "I Saw You", "Incidentals"        |
| 2014      | Law & Order: Special Victims Unit    | Lydia Lebasi              | Episodio: "Agent Provocateur"                |
| 2015      | Penny Dreadful                       | Dr. Sward/Joan Clayton    | Temporada 2 Episodio 3 "The Nightcomers"     |
| 2016–2019 | Steven Universe                      | Diamante Amarillo (Voz)   | 7 episodios                                  |
| 2017      | Crazy Ex-Girlfriend                  | Rabbi Shari               | 1 episodio                                   |
| 2017      | Bojack Horseman                      | Mimi Stilton (voz)        | 1 episodio                                   |
| 2017–2021 | Vampirina                            | Nanpire (Voz)             | 19 episodios                                 |
| 2018      | Mom                                  | Rita                      | Episodio: "Taco Bowl and a Tubby Seamstress" |
| 2019      | The Simpsons                         | Cheryl Monroe (Voz)       | Episodio: "The Girl on the Bus"              |
| 2019      | Pose                                 | Frederica Norman          | 5 episodios                                  |
| 2020      | Hollywood                            | Avis Amberg               | 7 episodios                                  |
| 2022      | American Horror Story: New York City | Kathy                     | 5 episodios                                  |
| 2024      | Agatha All Along                     | Lilia Calderu             | 6 episodios                                  |

## Premios y nominaciones

### Cine y TV
| Año  | Premio                             | Categoría                                | Por              | Resultado |
| ---- | ---------------------------------- | ---------------------------------------- | ---------------- | --------- |
| 1996 | Premios Daytime Emmy               | Mejor intérprete de serie infantil       | The Song Spinner | Nominada  |
| 1998 | Premios Primetime Emmy             | Mejor actriz invitada - Serie de comedia | Frasier          | Nominada  |
| 2000 | National Board of Review           | Mejor reparto                            | State and Main   | Ganadora  |
| 2001 | Florida Film Critics Circle Awards | Mejor reparto                            | State and Main   | Ganadora  |
| 2001 | Online Film Critics Society Awards | Mejor reparto                            | State and Main   | Ganadora  |

### Teatro
Premios Tony
| Año  | Categoría                                               | Por:                                           | Resultado | Ref.  |
| ---- | ------------------------------------------------------- | ---------------------------------------------- | --------- | ----- |
| 1976 | Tony a la mejor actriz de reparto en una obra de teatro | The Robber Bridegroom                          | Nominada  | [ 6 ] |
| 1980 | Tony a la mejor actriz principal en un musical          | Evita                                          | Ganadora  | [ 6 ] |
| 1988 | Tony a la mejor actriz principal en un musical          | Anything Goes                                  | Nominada  | [ 6 ] |
| 2006 | Tony a la mejor actriz principal en un musical          | Sweeney Todd: The Demon Barber of Fleet Street | Nominada  | [ 6 ] |
| 2008 | Tony a la mejor actriz principal en un musical          | Gypsy                                          | Ganadora  | [ 6 ] |
| 2011 | Tony a la mejor actriz de reparto en una obra de teatro | Women on the Verge of a Nervous Breakdown      | Nominada  | [ 6 ] |
| 2017 | Tony a la mejor actriz principal en un musical          | War Paint                                      | Nominada  | [ 6 ] |
| 2022 | Tony a la mejor actriz de reparto en un musical         | Company                                        | Ganadora  | [ 6 ] |

### Música
Premios Grammy
| Año  | Categoría                                      | Por:                                                                                      | Resultado | Ref.  |
| ---- | ---------------------------------------------- | ----------------------------------------------------------------------------------------- | --------- | ----- |
| 2008 | Premio Grammy al mejor álbum de música clásica | Los Angeles Opera production of Kurt Weill's opera Rise and Fall of the City of Mahagonny | Ganadora  | [ 7 ] |
| 2008 | Grammy a la mejor grabación de ópera           | Los Angeles Opera production of Kurt Weill's opera Rise and Fall of the City of Mahagonny | Ganadora  | [ 7 ] |